# The Agony Scene
The Agony Scene est un groupe de metalcore américain, originaire de Tulsa, en Oklahoma. Ils sont très influencés par le death metal mélodique.

## Biographie
The Agony Scene est formé en 2001 à Tulsa, en Oklahoma, par Johnny Lloyd, Rod Burguiere, et Daniel Hickman. À l'origine dans l'idée de fonder un groupe de metal chrétien influencé par Zao et Overcome, Lloyd et Hickman prennent des cours de guitare aux côtés de Burguiere. Hickman quitte finalement le groupe pour se joindre à Enlow, un groupe local de metalcore. Burguiere demande alors à Mike Williams et Brent Masters de se joindre à eux, ce qu'ils acceptent. Le quatuor, avec Williams à la basse et Masters à la batterie, font la rencontre de Chris Emmons, qui occupe la place de guitariste, et le line-up se consolide. Pendant leurs premières années, The Agony Scene jouent aux côtés de groupes comme Enlow et Plan B. À la fin de 2001, Williams quitte le groupe pour se joindre au groupe de grind Thirty Called Arson et est remplacé par Garrett Grover.  En janvier 2002, le groupe envoie sa première démo au label discographique Solid State Records, qui conclura un contrat avec eux. Immédiatement après leur performance au Cornerstone Festival la même année, Burguiere se retire de son rôle de chanteur et est remplacé par l'ancien bassiste Mike Williams. Bien que signé avec Solid State Records pendant une période, un label consacré au groupe chrétiens, The Agony Scene confirme dans une entrevue avec HM Magazine ne pas être un groupe chrétien,.
À la fin de 2006, le groupe se sépare du batteur Brent Masters et invitent Ryan Folden — un batteur de Spokane — à les rejoindre. Au début de 2008, le groupe annule une tournée avec Himsa à cause de « gros problèmes personnels qui ont rendu la performance impossible. » Le 9 octobre 2013, le groupe lance un compte officiel sur Facebook et annonce leur retour.

## Membres

### Membres actuels
- Mike Williams - chant (2002-2008, depuis 2013), guitare basse (2001)
- Chris Emmons - guitare lead (2001-2008, depuis 2013)
- Brian Hodges - guitare rythmique (2004-2008, depuis 2013)
- Chris Rye - guitare basse (2006-2008, depuis 2013)
- Brent Masters - batterie (2001-2006, depuis 2013)

### Anciens membres
- Daniel Hickman - guitare rythmique (2001)
- Rod Burguiere - chant (2001-2002)
- Johnny Lloyd - guitare lead (2001-2003)
- Matt Shannon - guitare basse (2003)
- Brian Stewart - guitare basse (2006)
- Garrett Grover - guitare basse (2001-2003)
- Ryan Folden - batterie (2007-2008)
- Matt Horwitz - batterie (2006)
- Stephen Kaye  - guitare rythmique (2003-2005)
- Pete Webb -  batterie (2006)

## Discographie

### Albums studio
- 2003 : The Agony Scene
- 2005 : The Darkest Red
- 2007 : Get Damned